# Towarzystwo Przemysłowców Polskich
Towarzystwo Przemysłowców Polskich – polska organizacja we Wrocławiu działająca w latach 1868–1920, będąca najstarszym tego typu zrzeszeniem kupców, rzemieślników i pracowników handlu niższego szczebla narodowości polskiej, skupiającym pod koniec XIX w. około 70 osób. Towarzystwo poza działalnością samopomocową prowadziło działania na polu kulturalno-oświatowym (organizacja imprez kulturalnych, prowadzenie własnej biblioteki i czytelni). Organizacja współpracowała z grupami teatralnymi i z powstałym z jej inicjatywy kółkiem śpiewaczym „Harmonia”.

## Prezesi
- K. Baum
- J. Wojczewski
- M. Wojciechowski
- Ludwik Adamczewski (1909-1920)[3].